# Sandkläpptjärnen
Sandkläpptjärnen är en sjö i Åre kommun i Jämtland och ingår i Indalsälvens huvudavrinningsområde. Sjön har en area på 0,0607 kvadratkilometer och ligger 426,9 meter över havet.

## Delavrinningsområde
Sandkläpptjärnen ingår i det delavrinningsområde (703844-136939) som SMHI kallar för Mynnar i Fävikån. Medelhöjden är 636 meter över havet och ytan är 8,45 kvadratkilometer. Det finns inga avrinningsområden uppströms utan avrinningsområdet är högsta punkten. Lillån som avvattnar avrinningsområdet har biflödesordning 3, vilket innebär att vattnet flödar genom totalt 3 vattendrag innan det når havet efter 311 kilometer. Avrinningsområdet består mestadels av skog (76 procent) och kalfjäll (19 procent). Avrinningsområdet har 0,05 kvadratkilometer vattenytor vilket ger det en sjöprocent på 0,6 procent.